# Кровавое воскресенье (1921)

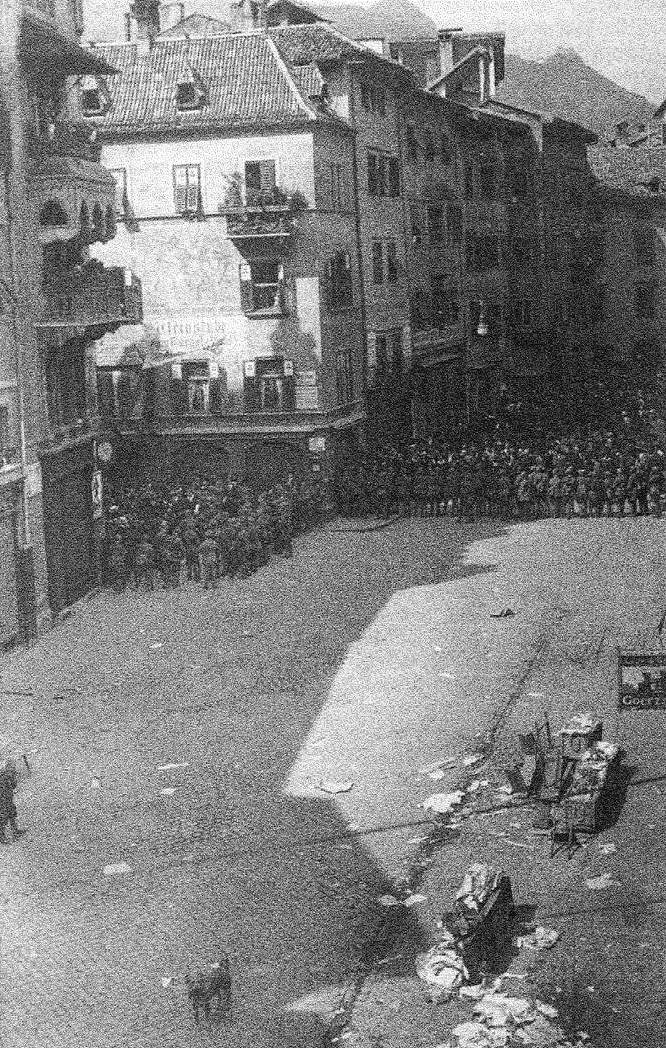
Итальянские военные оцепляют толпу после фашистской резни 24 апреля 1921 года.

Кровавое воскресенье (итал. Domenica di sangue, нем. Bozner Blutsonntag) — провокация итальянских чёрнорубашечников в Больцано 24 апреля 1921 года на Празднике весны (нем. Frühjahrsmesse); одна из первых акций по итальянизации Южного Тироля.
24 апреля 1921 года в части Тироля, все еще принадлежавшей Австрии, состоялся референдум по вопросу аншлюса с Германским рейхом. Итальянские фашисты посчитали случайное открытие Больцанской весенней ярмарки в тот же день провокацией, связанной с плебисцитом. Они решили сорвать традиционное костюмированное шествие (Trachtenumzug) через Больцано. Несмотря на предупреждения, итальянские власти не предприняли никаких мер безопасности для защиты местного населения.
Сразу после начала традиционного костюмированного парада около 400 итальянских фашистов, местных и приехавших из разных регионов страны и вооружённых холодным и огнестрельным оружием, а также гранатами, под командованием Акилле Стараче напали на колонну Южнотирольской Конфедерации Профсоюзов.
В ходе нападения было ранено 45 человек, из них 5 — весьма серьёзно. Был убит учитель начальной школы Франц Иннерхофер, закрывший собой дверной проем в попытке спрятать и защитить своих учеников. 
Итальянские военные вмешались только для того, чтобы сопроводить фашистов на железнодорожную станцию, откуда они смогли уйти невредимыми. Просьба премьер-министра Италии Джованни Джолитти немедленно арестовать преступников и привлечь их к ответственности привела к аресту двух фашистов Больцано. Несмотря на попытку генерального комиссара провинции Луиджи Кредаро и председателя совета министров Джованни Джолитти начать расследование этого происшествия, ничего не было сделано. Бенито Муссолини пригрозил силой освободить своих товарищей и 1 мая прибыл в Больцано с двумя тысячами фашистов: в результате арестованных отпустили.